# Saint-Laurent-de-Cuves
 Saint-Laurent-de-Cuves  es una población y comuna francesa, situada en la región de Baja Normandía, departamento de Mancha, en el distrito de Avranches y cantón de Saint-Pois.

## Demografía
| 760 | 713 | 602 | 527 | 491 | 481 |
| Para los censos de 1962 a 1999 la población legal corresponde a la población sin duplicidades (Fuente: INSEE [Consultar]) |     |     |     |     |     |